# Воландри, Филиппо
Филиппо Воландри (итал. Filippo Volandri; родился 5 сентября 1981 года в Ливорно, Италия) — итальянский теннисист; победитель двух турниров ATP в одиночном разряде.

## Общая информация
Филиппо — один из двух детей Ренато и Донателлы Воландри; его сестру зовут Вероника. Тётя итальянца — Сюзанна Полетти — теннисный тренер и со временем заинтересовала обоих племянников этой игрой и привела их на корт; Филиппо в теннисе с шести лет.
Любимое покрытие Воландри — грунт, лучший удар — форхенд.

## Спортивная карьера
1997—2003
Профессиональную карьеру начал в 1997 году. В 1999 году выиграл первый турнир из серии «фьючерс». В сентябре 2000 года побеждает на турнире из серии «челленджер» в Бьелле. В 2001 году дебютирует в Мировом туре ATP. Произошло это на турнире в Риме. В марте 2003 Воландри завоевал титул на «челленджере» в Кальяри. В апреле на турнире серии Мастерс сумел дойти до четвертьфинала, обыграв по пути Радека Штепанека, Давида Налбандяна и Магнуса Нормана. Дорогу в полуфинал ему закрыл американец Винсент Спейди. На следующем по ходу сезона турнире в Барселоне дошел до третьего раунда, а на турнире Мастерс в Риме сумел дойти до четвертьфинала, уступив лишь Роджеру Федереру. Эта серия удачных выступлений позволила Воландри впервые в карьере подняться в рейтинге в первую сотню. В мае этого же года произошел дебют в основной сетке на турнире из серии Большого шлема Открытом чемпионате Франции, где он уступил в первом же круге. В июне второй раз в карьере выиграл «челленджер» в Бьелле. В июле сумел дойти до четвертьфиналов на турнирах в Бостаде и Штутгарте. В этом же месяце он впервые в карьере сыграл финальный матч турнира ATP. Произошло это в Умаге, где в борьбе за титул он уступил Карлосу Мойе — 4-6, 6-3, 5-7.
2004—2006
В феврале 2004 дошел до четвертьфинала на турнире в Винья-дель-Мар, а в марте до той же стадии в Акапулько. В мае выигрывает первый в карьере турнир мировой серии в Санкт-Пёльтене. В финале он переиграл Ксавье Малисса со счётом 6-1, 6-4. В июле ему удается дойти до финала в Умаге, где на этот раз он уступает Гильермо Каньясу — 5-7, 3-6. В августе выигрывает «челленджер» в Трани. В августе 2004 года принимает участие в Летних Олимпийских играх в Афинах, где проигрывает во первом круге французу Фабрису Санторо. В сентябре этого года дошел до полуфинала на турнире в Бухаресте и вышел в финал на турнире в Палермо. В январе 2005 года дошел до полуфинала на турнире в Винья-дель-Мар. В феврале стоит отметить выход в четвертьфинал в Акапулько, а в апреле полуфинал в Касабланке и четвертьфинал в Монте-Карло. В мае отметился выходом в четвертьфинал на турнире в Гамбурге и выходом в третий раунд на Открытом чемпионате Франции. В июле дошел до полуфинала на турнире в Умаге, а в сентябре как и год назад до финала турнира в Палермо. Сезон 2006 года Филиппо Воландри начал с выхода в полуфинал в Дохе. В феврале ему удается дойти до финала в Буэнос-Айресе. В апреле дошел до четвертьфинала в Валенсии. В июле дважды дошел до полуфинала на турнирах в Умаге и Сопоте. В сентябре он пробивается в финал турнира в Бухаресте, а затем с третьей попытки выигрывает финальный матч на турнире в Палермо.
2007—2008
Начало сезона 2007 года для Воландри получилось неудачным — пять поражений подряд. Первый относительный успех ждал его в апреле на турнире в Валенсии, где он дошел до четвертьфинала. На турнире серии Мастерс в Риме ему удалось дойти до полуфинала. На пути к нему он сумел обыграть в двух сетах 6-2, 6-4 действующего на тот момент первого номера в мире Роджера Федерера. Эта победа стала первой в его карьере победой над первой ракеткой мира. На Открытом чемпионате Франции Воландри сумел впервые дойти до 4-го круга. В июле на турнире в шведском Бостаде он дошел до полуфинала, а выйдя в четвертьфинал турнира в Умаге Воландри поднялся в рейтинге на 25-е место, что является его высшим достижением. В сезоне 2008 года по традиции хорошие выступления Воландри начались на грунтовой части сезона. В Коста-де-Супе он доходит до четвертьфинала, а на турнире в Буэнос-Айресе до полуфинала. Следующую часть грунтового сезона он провалил, так и не сумев на турнирах дойти дальше второго круга. Из-за этого он вылетел из первой сотни теннисистов в одиночном рейтинге. В июле он победил на двух турнирах серии Challenger в Сан-Марино и Корденонсе.
2009—2011
Сезон 2009 года сложился для Воландри крайне неудачно. Его спортивные результаты не позволили ему за весь сезон ни разу преодолеть барьер второго круга на турнирах мирового тура ATP. Кроме того в сентябре его дисквалифицировали на три месяца за употребление допинга. Положительный результат дала проба, взятая у него на турнире в Индиан-Уэлсе. Возвращение Филиппо состоялось в феврале 2010 года. В апреле и мае он выиграл два турнира Challenger, проходящих в Риме. На соревнованиях мирового тура заметного результата ему удалось добиться только в апреле 2011 года. На турнире в Белграде он дошел до полуфинала. В июле 2011 он сумел завоевать титул победителя на «челленджере» в Орбетелло. В сентябре 2011 года Воландри удалось дойти до полуфинала на турнире в Бухаресте.
2012—2016
В феврале Воландри сумел выйти в финал турнира в Сан-Паулу, где в борьбе за главный трофей проиграл Николасу Альмагро — 3-6, 6-4, 4-6. В июле ему удалось выйти в полуфинал другого грунтового турнира в Кицбюэле. В феврале 2-13 года Филиппо не смог повторить достижение прошлого года на турнире в Сан-Паулу, однако он добрался до четвертьфинала. В июне того же года он смог выиграть «челленджер» в Милане, а в июле в Орбетелло. В конце сезона итальянец победил на итоговом турнире серии «челленджер» — Финал Мирового тура ATP Challenger.
В 2016 году Волландри завершил профессиональную карьеру.

## Рейтинг на конец года
| Год  | Одиночный рейтинг | Парный рейтинг |
| 2016 | 267               |                |
| 2015 | 192               |                |
| 2014 | 212               | 808            |
| 2013 | 71                | 435            |
| 2012 | 88                | 164            |
| 2011 | 69                | 275            |
| 2010 | 91                | 715            |
| 2009 | 215               | 493            |
| 2008 | 102               | 374            |
| 2007 | 40                | 312            |
| 2006 | 38                | 250            |
| 2005 | 38                | 146            |
| 2004 | 43                | 374            |
| 2003 | 47                | 298            |
| 2002 | 153               | 1 005          |
| 2001 | 213               | 1 008          |
| 2000 | 165               | 745            |
| 1999 | 266               | 590            |
| 1998 | 520               | 709            |

По данным официального сайта ATP на последнюю неделю года.

## Выступления на турнирах

### Финалы турниров ATP в одиночном разряде (9)

#### Победы (2)
| Титулы                               |
| ------------------------------------ |
| Турниры Большого шлема (0)*          |
| Итоговый турнир ATP (0)              |
| серия Мастерс (0)                    |
| ATP International Gold / ATP 500 (0) |
| ATP International / ATP 250 (2)      |

| Титулы по покрытиям | Титулы по месту проведения матчей турнира |
| ------------------- | ----------------------------------------- |
| Хард (0)*           | Зал (0)                                   |
| Грунт (2)           | Зал (0)                                   |
| Трава (0)           | Открытый воздух (2)                       |
| Ковёр (0)           | Открытый воздух (2)                       |

* количество побед в одиночном разряде.
| №  | Дата           | Турнир                 | Покрытие | Соперник в финале | Счёт        |
| 1. | 22 мая 2004    | Санкт-Пёльтен, Австрия | Грунт    | Ксавье Малисс     | 6-1 6-4     |
| 2. | 1 октября 2006 | Палермо, Италия        | Грунт    | Николас Лапентти  | 5-7 6-1 6-3 |

#### Поражения (7)
| №  | Дата             | Турнир                  | Покрытие    | Соперник в финале | Счёт        |
| 1. | 27 июля 2003     | Умаг, Хорватия          | Грунт       | Карлос Мойя       | 4-6 6-3 5-7 |
| 2. | 25 июля 2004     | Умаг, Хорватия (2)      | Грунт       | Гильермо Каньяс   | 5-7 3-6     |
| 3. | 3 октября 2004   | Палермо, Италия         | Грунт       | Томаш Бердых      | 3-6 3-6     |
| 4. | 2 октября 2005   | Палермо, Италия (2)     | Грунт       | Игорь Андреев     | 6-0 1-6 3-6 |
| 5. | 19 февраля 2006  | Буэнос-Айрес, Аргентина | Грунт       | Карлос Мойя       | 6-7(6) 4-6  |
| 6. | 17 сентября 2006 | Бухарест, Румыния       | Грунт       | Юрген Мельцер     | 1-6 5-7     |
| 7. | 19 февраля 2012  | Сан-Паулу, Бразилия     | Грунт (зал) | Николас Альмагро  | 3-6 6-4 4-6 |

### Финалы челленджеров и фьючерсов в одиночном разряде (34)

#### Победы (17)
| Титулы            |
| Челленджеры (12)* |
| Фьючерсы (5+2)    |

| Титулы по покрытиям | Титулы по месту проведения матчей турнира |
| ------------------- | ----------------------------------------- |
| Хард (1)*           | Зал (0)                                   |
| Грунт (16+2)        | Зал (0)                                   |
| Трава (0)           | Открытый воздух (17+2)                    |
| Ковёр (0)           | Открытый воздух (17+2)                    |

* количество побед в одиночном разряде + количество побед в парном разряде.
| №   | Дата             | Турнир                             | Покрытие | Соперник в финале  | Счёт           |
| 1.  | 12 июля 1998     | Монтекатини-Терме, Италия          | Грунт    | Массимо Делл’Акква | 6-3 7-6        |
| 2.  | 7 марта 1999     | Сиракуза, Италия                   | Грунт    | Алессио Вариалле   | 6-4 6-4        |
| 3.  | 5 сентября 1999  | Мерано, Италия                     | Грунт    | Максим Бойе        | 6-2 7-5        |
| 4.  | 12 сентября 1999 | Мерано, Италия                     | Грунт    | Массимо Делл’Акква | 6-2 6-7 6-1    |
| 5.  | 10 октября 1999  | Селарджус, Италия                  | Хард     | Массимо Делл’Акква | 6-1 6-4        |
| 6.  | 24 сентября 2000 | Бьелла, Италия                     | Грунт    | Эрнан Гуми         | 6-3 6-2        |
| 7.  | 23 марта 2003    | Кальяри, Италия                    | Грунт    | Рафаэль Надаль     | 2-6 6-2 6-1    |
| 8.  | 15 июня 2003     | Бьелла, Италия                     | Грунт    | Хосе Акасусо       | 2-6 7-6(4) 6-4 |
| 9.  | 8 августа 2004   | Трани, Италия                      | Грунт    | Франческо Алди     | 6-1 6-3        |
| 10. | 27 июля 2008     | Сан-Марино                         | Грунт    | Потито Стараче     | 5-7 6-4 6-1    |
| 11. | 3 августа 2008   | Корденонс, Италия                  | Грунт    | Оскар Эрнандес     | 6-3 7-5        |
| 12. | 18 апреля 2010   | Рим, Италия                        | Грунт    | Ламин Уахаб        | 6-4 7-5        |
| 13. | 6 июня 2010      | Рим, Италия                        | Грунт    | Реда Эль-Амрани    | 6-3 6-2        |
| 14. | 24 июля 2011     | Орбетелло, Италия                  | Грунт    | Маттео Виола       | 4-6 6-3 6-2    |
| 15. | 23 июня 2013     | Милан, Италия                      | Грунт    | Андрей Мартин      | 6-3 6-2        |
| 16. | 28 июля 2013     | Орбетелло, Италия                  | Грунт    | Пере Риба          | 6-4 7-6(7)     |
| 17. | 17 ноября 2013   | Финал Мирового тура ATP Challenger | Грунт    | Алехандро Гонсалес | 4-6 6-4 6-2    |

#### Поражения (17)
| №   | Дата             | Турнир                    | Покрытие | Соперник в финале        | Счёт        |
| 1.  | 19 июля 1998     | Монтекатини-Терме, Италия | Грунт    | Джузеппе Монтенет        | 6-0 2-6 2-6 |
| 2.  | 21 марта 1999    | Сассари, Италия           | Грунт    | Крис Госсенс             | 1-6 6-1 4-6 |
| 3.  | 13 августа 2000  | Прага, Чехия              | Грунт    | Альберт Монтаньес        | 1-6 1-6     |
| 4.  | 4 мая 2002       | Рим, Италия               | Грунт    | Мартин Вассальо Аргуэльо | 4-6 0-6     |
| 5.  | 18 августа 2002  | Грац, Австрия             | Хард     | Оливье Мути              | 3-6 2-6     |
| 6.  | 23 августа 2009  | Трани, Италия             | Грунт    | Даниэль Кёллерер         | 3-6 5-7     |
| 7.  | 8 августа 2010   | Сан-Марино                | Грунт    | Робин Хасе               | 2-6 6-7(8)  |
| 8.  | 15 августа 2010  | Трани, Италия             | Грунт    | Йессе Хута Галунг        | 6-7(3) 4-6  |
| 9.  | 3 апреля 2011    | Барлетта, Италия          | Грунт    | Аляж Бедене              | 5-7 3-6     |
| 10. | 24 апреля 2011   | Неаполь, Италия           | Грунт    | Томас Схорел             | 2-6 6-7(4)  |
| 11. | 18 сентября 2011 | Тоди, Италия              | Грунт    | Карлос Берлок            | 3-6 1-6     |
| 12. | 17 марта 2012    | Рабат, Марокко            | Грунт    | Мартин Клижан            | 2-6 3-6     |
| 13. | 11 мая 2013      | Рим, Италия               | Грунт    | Аляж Бедене              | 4-6 2-6     |
| 14. | 11 августа 2013  | Сан-Марино                | Грунт    | Марко Чеккинато          | 3-6 4-6     |
| 15. | 8 сентября 2013  | Генуя, Италия             | Грунт    | Дастин Браун             | 6-7(5) 3-6  |
| 16. | 14 сентября 2014 | Бьелла, Италия            | Грунт    | Маттео Виола             | 5-7 1-6     |
| 17. | 26 апреля 2015   | Верчелли, Италия          | Грунт    | Таро Даниэль             | 3-6 6-1 4-6 |

### Финалы турнировATPв парном разряде (1)

#### Поражения (1)
| №  | Дата         | Турнир             | Покрытие | Партнёр        | Соперники в финале           | Счёт    |
| 1. | 4 марта 2006 | Акапулько, Мексика | Грунт    | Потито Стараче | Леош Фридль Франтишек Чермак | 5-7 2-6 |

### Финалы челленджеров и фьючерсов в парном разряде (5)

#### Победы (2)
| №  | Дата            | Турнир         | Покрытие | Партнёр     | Соперники в финале               | Счёт    |
| 1. | 6 сентября 1998 | Мерано, Италия | Грунт    | Урос Вико   | Кэнтаро Масуда Тэцуя Таэн        | 6-4 6-3 |
| 2. | 27 августа 1999 | Мерано, Италия | Грунт    | Элиа Гросси | Роберто Брезолин Андреа Стоппини | 6-4 6-4 |

#### Поражения (3)
| №  | Дата            | Турнир        | Покрытие | Партнёр          | Соперники в финале             | Счёт           |
| 1. | 14 ноября 1999  | Никосия, Кипр | Грунт    | Элиа Гросси      | Алессандро да Кол Йован Савич  | 6-3 1-6 6-7(4) |
| 2. | 19 апреля 2009  | Рим, Италия   | Грунт    | Даниэле Браччали | Симон Гройль Алессандро Мотти  | 4-6 5-7        |
| 3. | 15 августа 2010 | Трани, Италия | Грунт    | Даниэле Браччали | Маттео Тревизан Томас Фаббиано | 2-6 5-7        |